# Berliner Sommer
Berliner Sommer (Berlińska Wiosna) – turniej szachowy organizowany w latach 1983–1998 w Berlinie. Na starcie turnieju, rozgrywanego systemem szwajcarskim, corocznie stawało kilkuset uczestników, w tym wielu znanych arcymistrzów. Szczególny rozwój turnieju nastąpił po rozpadzie Związku Radzieckiego, co umożliwiło wielu zawodnikom z krajów byłego ZSRR na nieograniczony w nim udział (turniej stał się wówczas jednym z najsilniej obsadzonych turniejów open w Europie), co w latach wcześniejszych było znacznie trudniejsze, z powodu rygorystycznych wewnętrznych przepisów federacji radzieckiej. 
Ostatnia, 16. edycja, odbyła się w 1998 roku. W 1999 r. zmarł pomysłodawca i główny organizator turnieju, Alfred Seppelt, co zakończyło bogatą historię turnieju. Od 2002 r. organizowany jest w Berlinie festiwal Lichtenberger Sommer (nazwa  pochodzi od Lichtenberga, jednej z dzielnic miasta), który postrzegany jest jako następca Berliner Sommer, jednakże jego obsada jest znacznie słabsza i w sporej części składa się z zawodników niemieckich.

## Zwycięzcy turniejów
| Rok  | Zwycięzcy           |
| ---- | ------------------- |
| 1983 | Vlastimil Hort      |
| 1984 | Eric Lobron         |
| 1985 | Mihai Șubă          |
| 1986 | Michaił Tal         |
| 1987 | Gad Rechlis         |
| 1988 | Jurij Bałaszow      |
| 1989 | Wiktor Gawrikow     |
| 1990 | Wjaczesław Ejnhorn  |
| 1991 | Wjaczesław Ejnhorn  |
| 1992 | Jurij Dochojan      |
| 1993 | Karen Mowsesjan     |
| 1994 | Giennadij Kuźmin    |
| 1995 | Wiaczesław Dydyszko |
| 1996 | Władimir Akopjan    |
| 1997 | Jurij Kruppa        |
| 1998 | Jonathan Parker     |